# J.P. Trap

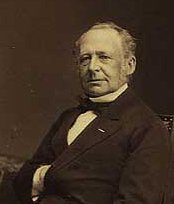
J.P. Trap.

Jens Peter Trap (bekend onder zijn voorletters J.P. Trap), (Randers, 19 september 1810 – Kopenhagen, 21 januari 1885) was een Deens ambtenaar en schrijver. Hij is bekend geworden door zijn uitputtende beschrijving van het Deense rijk:Statistisk-topografisk Beskrivelse af Kongeriget Danmark waarvan inmiddels vijf uitgaves in boekvorm zijn verschenen, terwijl gewerkt wordt aan de zesde uitgave die alleen digitaal zal verschijnen. Naast ambtenaar en (geografisch) schrijver en onderzoeker was hij ook actief in de Deense vrijmetselarij.
- Bibsys: 90750691
- Gemeinsame Normdatei: 1055307370
- International Standard Name Identifier: 0000 0000 6147 2176
- Library of Congress Control Number: nr2001005428
- Nederlandse Thesaurus van Auteursnamen: 13322354X
- LIBRIS: 298964
- Système universitaire de documentation: 261374893
- Virtual International Authority File: 37296203
- WorldCat: E39PBJyRrBdC9XWTq9CKpCHpyd